# Успение Богородично (Селце)
„Успение Богородично“ (на македонска литературна норма: „Успение Богородично“) е православна възрожденска църква в прилепското село Селце, Република Македония. Църквата е под управлението на Преспанско-Пелагонийската епархия на Македонската православна църква.
Църквата е разположена в Долната махала, в източния край на селото. В архитектурно отношение църквата е трикорабна базилика с полукръгла апсида на изток. Изградена е в 1871 година. Не е изписана, но има красив оригинален дървен изписан иконостас. Ктиторският надпис гласи:
| „ | ИЖЕ ВО СЕЛО СЕЛЦЕ СЕЙ СВѦЩЕННЫЙ ХРАМ УСПЕНІЕ ПРЕСВѦТЫѦ БЦЫ СОГРАДИСѦ Ѿ ѠСНОВАНІѦ ИЖДИ- ВЕНІЕМЪ ПРАВОСЛАВ- НЫХЪ ХРІСТІАНЪ ВО ЛѢТО Ѿ ХРТА 1871. СЕПТЕМВРІА 30 | “ |